# Plecia ephippium
Plecia ephippium är en tvåvingeart som beskrevs av Speiser 1909. Plecia ephippium ingår i släktet Plecia och familjen hårmyggor. Inga underarter finns listade i Catalogue of Life.